# 8477 Andrejkiselev
8477 Andrejkiselev eller 1986 RF7 är en asteroid i huvudbältet som upptäcktes den 6 september 1986 av den sovjetisk-ryska astronomen Ljudmila Zjuravljova vid Krims astrofysiska observatorium på Krim. Den är uppkallad efter matematikern Andrej Kiseljov.